# Capsomère

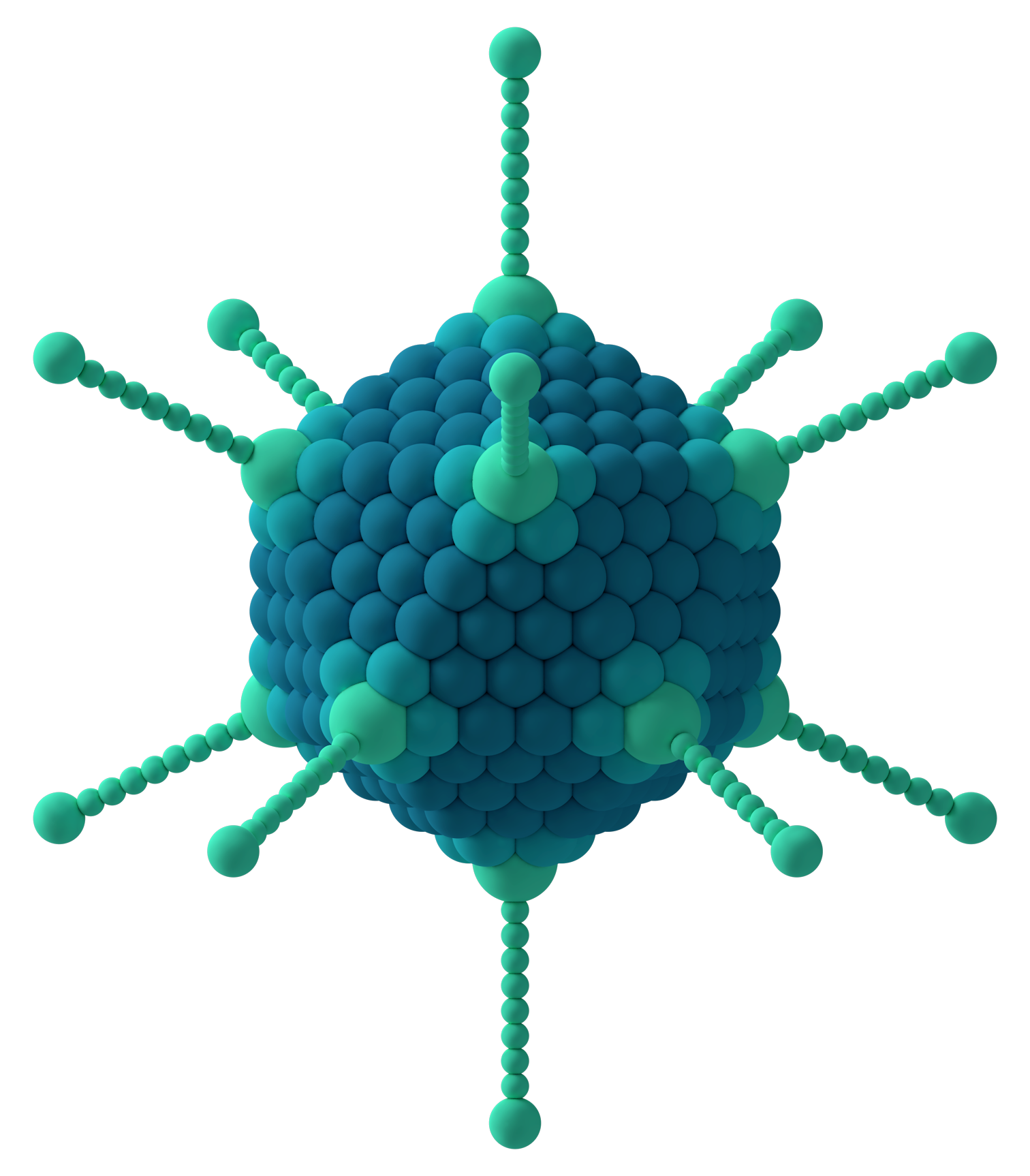
Structure de la capside icosaédrique d'un Adenovirus. Les capsomères sont les éléments qui se répètent.

Le capsomère est une sous-unité de la capside d'un virus, un revêtement extérieur de protéines dont le rôle est de protéger le matériel génétique. Les capsomères s'auto-assemblent pour former la capside. Ils sont eux-mêmes composés de protomères.

## Formes
Les capsomères peuvent s'assembler de trois façons différentes pour former la capside: icosaédrique, hélicoïdale ou mixte (symétrie icosaédrique et hélicoïdale à la fois).